# Aplocera fuscofasciata
Aplocera fuscofasciata là một loài bướm đêm trong họ Geometridae.